# مسائل زیست‌محیطی در مالزی

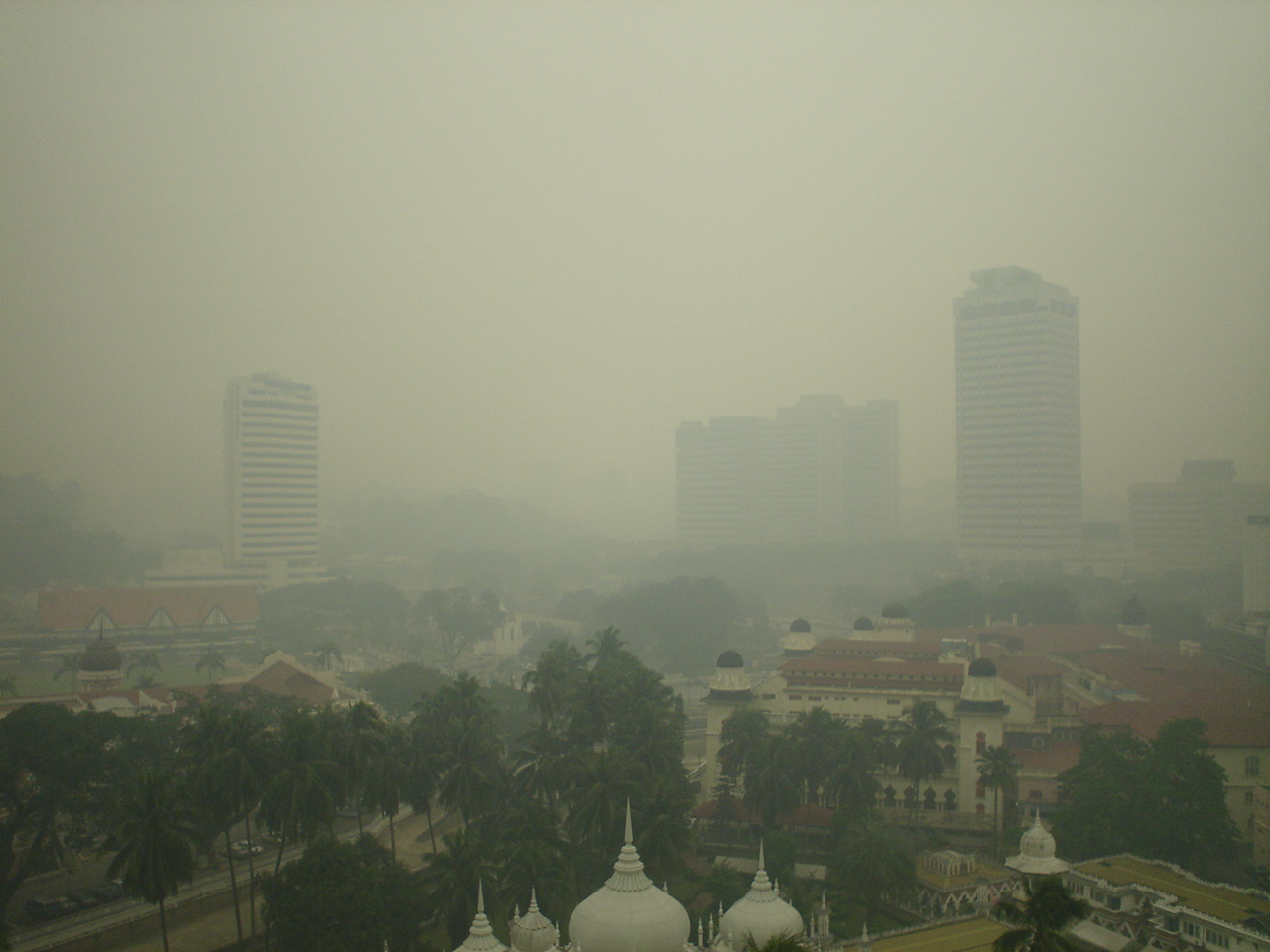
آلودگی هوا در کوالا لامپور به خاطر ورود ریزگرد جنوب شرق آسیا در سال ۲۰۱۰.

مسائل زیست‌محیطی در مالزی (انگلیسی: Environmental issues in Malaysia)، مالزی با برخی مشکلات زیست‌محیطی مواجه است، محیط‌زیست مالزی دارای تنوع‌زیستی بسیار زیادی بوده، وفق اینکه با تنوع زیستی و بوم‌زادی قابل توجه در سطح جهان می‌باشد ولی توسط برخی مسائل مورد تهدید قرار گرفته‌است. جنگل‌زدایی یک معضل جدی در مالزی است که باعث شده تا بسیاری از گونه‌ها در معرض خطر انقراض قرار بگیرند. تولید روغن پالم، به عنوان یکی از بخش‌های اصلی در حوزه اقتصاد، پیامد اجتماعی و زیست‌محیطی قابل توجهی بر جای گذاشته‌است. همچنین آلودگی هوا یک معضل بااهمیت است، وفق اینکه این کشور یکی از کشورهایی است که تحت تأثیر شدید ریزگرد فصلی جنوب شرق آسیا می‌باشد. مالزی همچنین تحت تأثیر تغییر اقلیم قرار دارد.